# سیگما اسپورت

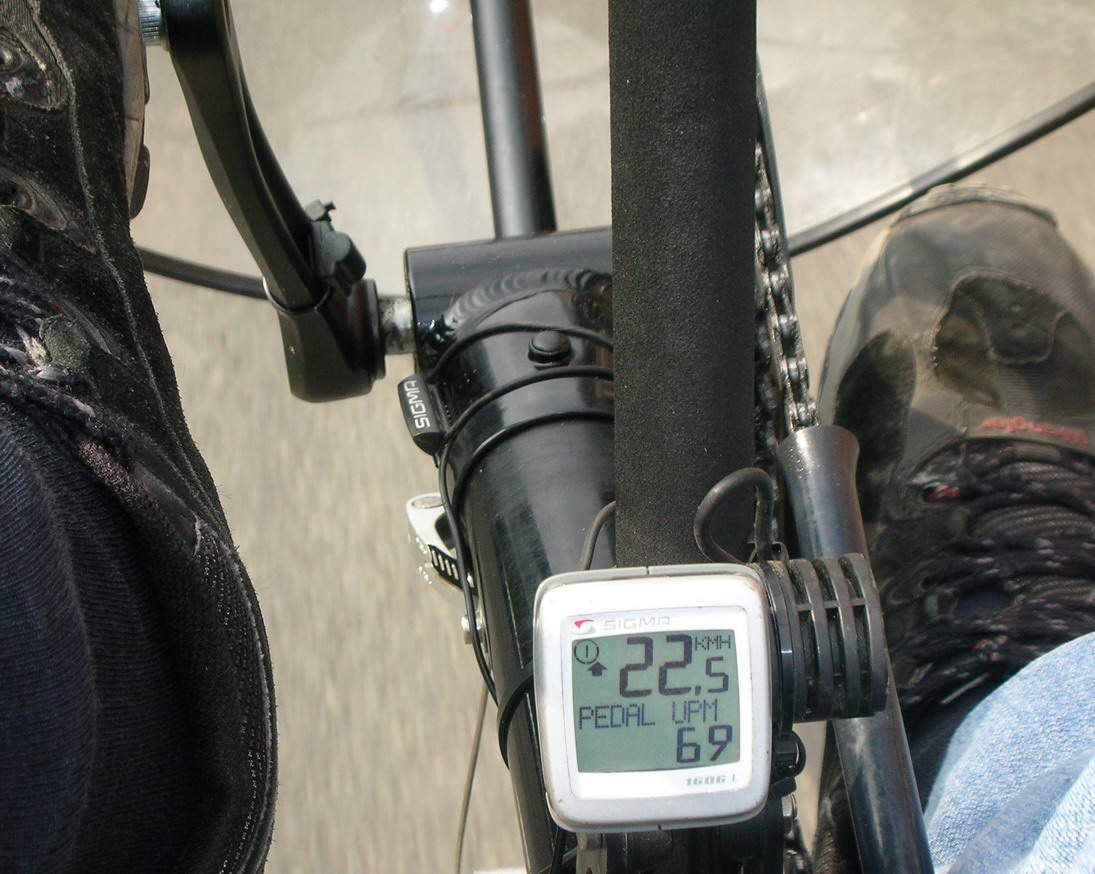
سیگما اسپورت (انگلیسی: Sigma Sport) شرکت تجهیزات ورزشی آلمانی است، که در سال ۱۹۸۱ تأسیس شد.